# Torralbilla
Torralbilla es un municipio y localidad española de la provincia de Zaragoza, en la comunidad autónoma de Aragón. El término municipal, situado en las comarcas de Campo Romanos y Campo de Daroca, tiene una población de 40 habitantes (INE 2024).

## Geografía
Municipio perteneciente a la comarca del Campo de Daroca y al Campo Romanos. Está ubicado en las estribaciones de la Sierra Modorra. Municipios próximos a los que merece la pena acercarse son, además de los anteriores, Langa del Castillo, Mainar, Cerveruela, Villarroya del Campo, Retascón, o Villadoz.

## Naturaleza
Por Torralbilla circula el sendero GR-90, Tierras del Moncayo y Sistema Ibérico Zaragozano que, junto a una amplia red de senderos de pequeño recorrido, nos acerca a la naturaleza de la comarca.
En los alrededores podemos visitar espacios naturales interesantes, como el mirador de la ermita del Rosario, en Villarreal de Huerva. También destacan el Aguallueve de Anento, el yacimiento cámbrico de Murero o Torre Campillo, dentro del término municipal de Daroca, con cuatro árboles singulares (una secuoya, un pinsapo, un abeto y un cedro del Líbano).
En el término municipal encontramos denominados parajes de gran belleza en los montes La Dehesa y Valdeyermo, y también en el pinar conocido como Las Hoyas, habitual destino de las excursiones de vecinos y visitantes.

## Historia
En el año 1248, por privilegio de Jaime I, este lugar se desliga de la dependencia de Daroca, pasando a formar parte de Sesma de Langa en la Comunidad de Aldeas de Daroca, que dependían directamente del rey, perdurando este régimen administrativo hasta la muerte de Fernando VII en 1833, siendo disuelta ya en 1838.
A mediados del siglo XIX, el lugar contaba con una población censada de 184 habitantes. La localidad aparece descrita en el decimoquinto volumen del Diccionario geográfico-estadístico-histórico de España y sus posesiones de Ultramar de Pascual Madoz de la siguiente manera:

TORRALBILLA: l. con ayunt. de la prov., aud. terr. y dióc. de Zaragoza (12 leg.), c. g. de Aragon, part. jud. de Daroca (2). sit. en terreno llano al pie de una montaña ; le baten los vientos del N. , S. y O.; su clima es frio y afecto á las intermitentes. Tiene 46 casas, inclusas la del ayunt. y cárcel; escuela de niños á la que concurren 6, dotada con 400 rs.; igl. parr. (San Lorenzo) de entrada, servida por un cura de provision ordinaria; una ermita destruida bajo la advocacion de Sta. Engracia al E. del pueblo, y un cementerio junto á la igl. Los vec. se surten para sus usos de fuentes y pozos de buena calidad. Confina el térm. por N. con Codos; E. Mainar; S. Retascon, y O. Langa: su estension de N. á S. es de 1/2 leg. y 1/4 de E. á O.: comprende la pardina de Villarpando, un monte al E. denominado Dehesa, que prod. encinas y rebollos, y algunas canteras de cal. El terreno es secano y de ínfima calidad. Los caminos son locales y malos. El correo se recibe de Mainar por cartero tres veces á la semana. prod.: trigo, centeno y avena; mantiene ganado lanar, y hay caza de liebres y conejos. ind.: la agrícola. pobl.: 40 vec., 184 alm. cap. prod.: 546,246 rs. imp.: 33,700. contr.: 7,059.
(Madoz, 1849, p. 60)

## Demografía
Torralbilla cuenta con una población de 40 habitantes (INE 2024).
| Gráfica de evolución demográfica de Torralbilla entre 1842 y 2021                                                                                                |
| |
| Población de derecho según los censos de población del INE Población de hecho según los censos de población del INEEn este censo se denominaba Torralvilla: 1842 |

## Economía
Torralbilla fue hace tiempo el núcleo industrial de la comarca, por aquel entonces la fabricación de cal y tejas fue la base de su economía. Hoy, la localidad conserva edificios de su floreciente pasado. Así, la iglesia parroquial dedicada a San Lorenzo, y recientemente restaurada, es un templo de los siglos XVI y XVII que aun mantiene las bellas yeserías de tradición mudéjar y un importante retablo gótico en honor de san Blas. Junto a la iglesia se conserva el antiguo lavadero y también se mantienen en buen estado los peirones de San Ramón Nonato, o «del Pilar», en el camino de Codos y el de San Roque, a la salida del pueblo hacia Langa del Castillo.

## Administración y política
| Período   | Alcalde                  | Partido |  |
| --------- | ------------------------ | ------- |  |
| 1979-1983 | Cipriano Pérez Sabirón   | UCD     |  |
| 1983-1987 |                          |         |  |
| 1987-1991 |                          |         |  |
| 1991-1995 |                          |         |  |
| 1995-1999 |                          |         |  |
| 1999-2003 |                          |         |  |
| 2003-2007 |                          |         |  |
| 2007-2011 |                          |         |  |
| 2011-2015 | Margarita Navarro Sierra | PAR     |  |
| 2015-2019 | César Hernández Saz      | PSOE    |  |
| 2019-2023 | César Hernández Saz      | PSOE    |  |
| 2023-2027 | César Hernández Saz      | PSOE    |  |

| Partido político    | Partido político                                   | 2003   | 2007   | 2011   | 2015   | 2019   | 2023   |
| Partido político    | Partido político                                   | Ediles | Ediles | Ediles | Ediles | Ediles | Ediles |
|                     | Partido de los Socialistas de Aragón (PSOE-Aragón) | —      | —      | —      | 1      | 1      | 1      |
|                     | Partido Aragonés (PAR)                             | 1      | 1      | 1      | —      | —      | —      |
|                     | Partido Popular de Aragón (PP)                     | —      | —      | —      | —      | —      | —      |
| Total de concejales | Total de concejales                                | 1      | 1      | 1      | 1      | 1      | 1      |

## Cultura

### Patrimonio

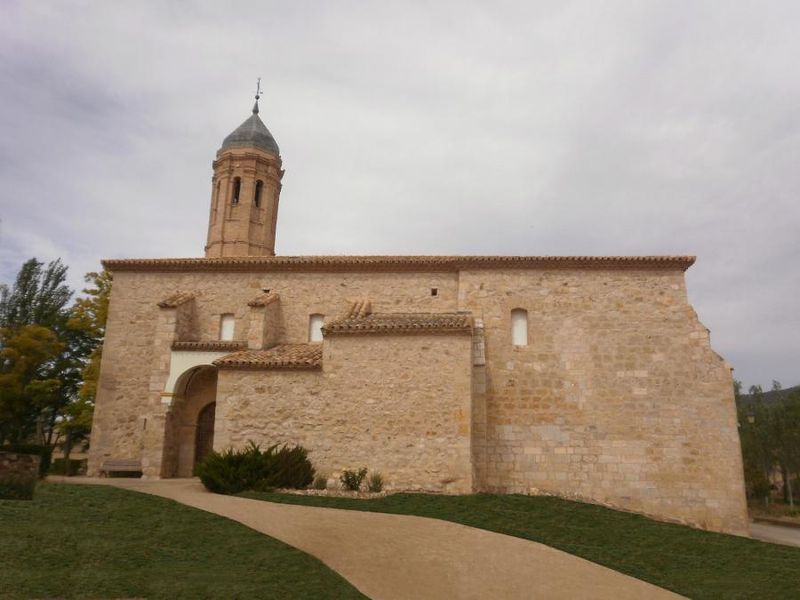
Iglesia de Torralbilla

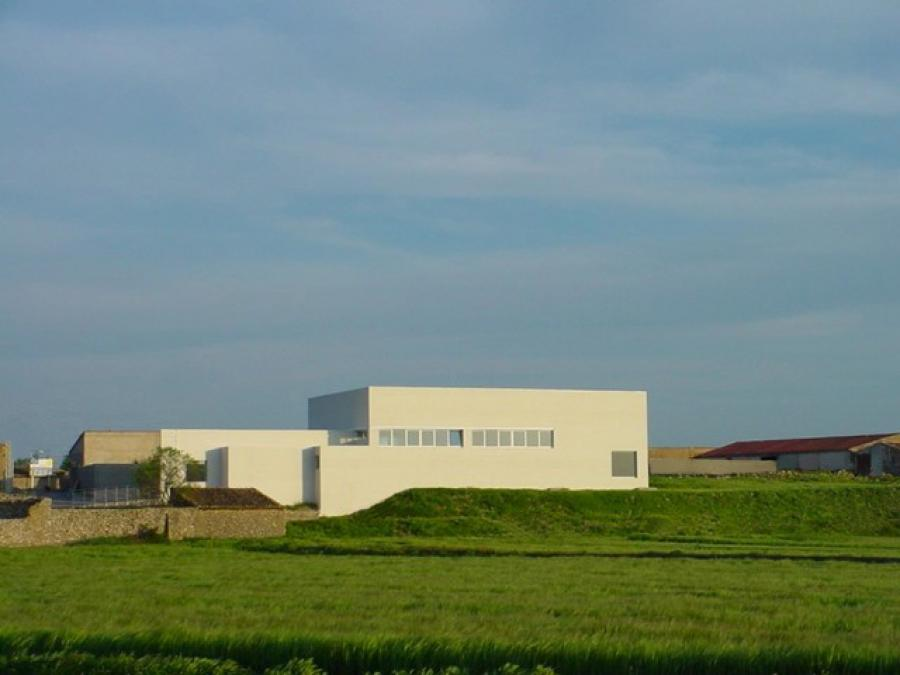
Pabellón municipal

Su casco urbano presenta la iglesia parroquial católica de San Lorenzo como uno de sus edificios más significativos. De estilo barroco, se data en el siglo XVII, y cuenta con una torre de planta octogonal, además de una buena colección de retablos, entre los que destaca por su calidad artística y antigüedad, el retablo de San Blas (siglo XV), atribuido a Juan de Bonilla.
También interesantes son el edificio del ayuntamiento y dos peirones, dedicados a San Roque y San Ramón que todavía se conservan en pie. En el ayuntamiento hay que destacar el reloj de la fachada del edificio, que desde el año 1911 sigue dando las horas puntualmente a los vecinos y visitantes.
El pabellón municipal es un edificio en un volumen prismático rotundo que se rompe en una de sus esquinas para abrirse hacia el pueblo.

#### Alrededores
Entre las áreas naturales más destacadas de España, encontramos la laguna de Gallocanta, uno de los puntos favoritos de descanso para las aves migratorias. Cuenta con su propio centro de interpretación en Bello, en la comarca del Jiloca, donde conoceremos los aspectos más interesantes de este gran humedal y las especies que lo habitan. En la misma comarca hallaremos poblaciones destacadas, como San Martín del Río, Báguena o Burbáguena, con las torres de sus iglesias parroquiales entre las mejores muestras patrimoniales de este territorio.
La comarca del Campo de Cariñena posee muestras patrimoniales de gran valor, magníficas producciones cerámicas o tradiciones populares, de las que buen ejemplo es la fiesta de la vendimia. Merece la pena acercarse a la Comunidad de Calatayud para disfrutar de los balnearios de Paracuellos de Jiloca, Jaraba y Alhama de Aragón, así como del espectacular Monasterio de Piedra.

### Fiestas
Las fiestas patronales se celebran el 10 de agosto en honor de San Lorenzo. También tienen lugar unas fiestas en honor de San Roque el 20 de septiembre.